# Se o grão não morre
Si le grain ne meurt é uma autobiografia do escritor francês André Gide. Publicado em 1924, esta obra descreve a vida de Gide desde a sua infância em Paris, até ao seu noivado com a prima Madeleine Rondeaux, aqui chamada de Emmanuèlle, em 1895.
O livro está organizado em duas partes. Na primeira, o autor reconta as suas memórias de infância: os seus tutores provados, as suas passagens pela Ecole Alsacienne, a sua família, a sua amizade com Pierre Louÿs, o início da sua atracção pela prima e as suas primeiras aventuras pela escrita. A segunda parte, muito mais curta, aborda a sua descoberta da homossexualidade durante uma viagem à Argélia, onde conheceu o escritor irlandês Oscar Wilde. Algumas partes do livro, à época da sua publicação, chocaram o público pelas suas cenas de pederastia e pela descrição detalhada da vida debochada de Gide.
Gide descreveria mais tarde o completo falhanço da sua vida de casado com Madeleine noutro livro autobiográfico, Et nunc manet in te, escrito pouco depois da morte desta em 1938, e publicado apenas em 1951.
Si le grain ne meurt é uma alusão a João 12:24–25, que exprime o desafio da vida de Gide, em que a criança reprimida pela educação puritana e severa da sua mãe deve morrer para dar lugar ao jovem criativo e livre de espírito

## Os temas
Primeira parte:
- Capítulo I: A infância em Paris: os "maus hábitos", os jogos, a solidão; relação com o pai; a família da mãe em Rouen; retrato de Anna Shackleton, a sua ama e amiga de sua mãe.
- Capítulo  II: A família do pai em Uzés, em especial o retrato da sua avó; religião protestante e espiritualidade; a formação dum primeiro imaginário sexual; entrada difícil na Ecole alsacienne.
- Capítulo  III: Expulsão da Ecole alsacienne por "maus hábitos"; a propriedade dos Rondeaux em La Roque; prazeres da pesca; relação com o seu primo Albert Démarest; Carnaval e baile de máscaras; morte do pai.
- Capítulo  IV: As primas de Rouen; partida para Montpellier, com o seu tio Charles Gide; importância de tomar partido no que respeita à escolha de religião; o liceu; surgimento das doenças nervosas, parcialmente fingidas.
- Capítulo  V: Adultério da tia e enamoramento por Emmanuéle (Madeleine Rondeaux); os Schaudern (crises de angústia): a morte da priminha Emile Widmer e o "Não sou como os outros"; vida com Madame Richard (na verdade Madame Bauer).
- Capítulo  VI: decoração do salão do apartamento da família; formação cultural e musical: lições de piano, teatro e descoberta da literatura; amizade com Armand Bavretel e Lionel em La Roque; descoberta da pobreza.
- Capítulo  VII: sentimento de ter sido "enganado"; discussão sobre a educação infantil; receio das prostitutas; a biblioteca paternal: os prazeres da leitura.
- Capítulo  VIII: a pensão Keller; amor por Emmanuèle; iniciação religiosa e dúvidas em relação à fé; regresso à Ecole alsacienne e depois ao lycée Henri-IV; amizade com Pierre Louÿs; primeiras tentativas de escrita.
- Capítulo  IX: ligações adúlteras e filho fora do casamento do primo Alberto; pintura (Albert) e piano (Gide); encontro fortuito com Gauguin; primeiras obras.
- Capítulo  X: a arte e a música como influências para a literatura; frequência do salões literários, entre os quais o de Stéphane Mallarmé; correntes literárias contemporâneas; fim da infância sombria; problemática da verdade em Mémoires.

Segunda parte:
- Capítulo  I: a primeira viagem à Argélia; descoberta da homossexualidade; separação entre amor e prazer; doença (tuberculose); pederastia; exotismo.
- Capítulo II: encontro com Oscar Wilde; homossexualidade: descoberta definitiva em Argel; fim da amizade com Pierre Louys; redescoberta da religião face à degradação do mundo ocidental; morte da mãe - sentimento de liberdade; noivado com Emmanuèle.